# بطولة كاريوكا 1958
بطولة كاريوكا 1958 هو موسم من بطولة كاريوكا. فاز فيه نادي فاسكو دا غاما.